# Brzeźniak (powiat wałecki)
Brzeźniak – osada w Polsce położona w województwie zachodniopomorskim, w powiecie wałeckim, w gminie Człopa. Miejscowość wchodzi w skład sołectwa Golin.

## Historia
Miejscowość pierwotnie związana była z Pomorzem i Wielkopolską. Ma metrykę średniowieczną i istnieje co najmniej od XIV wieku. Wymieniona pierwszy raz w dokumencie z 1337 jako Bercholt, Bertholt, 1532 Barkolth, 1556 Bartholdek, 1558 Barcholczkowa dziedzina, 1559 Bergholth, Bergholcz, 1574 Berkholcz, Berczkholcz, 1944 Birkholz.
Wieś była własnością szlachecką leżącą początkowo w dobrach Tuczno, a później w dobrach Człopa. Należała początkowo do rodu Wedlów, a później do wielkopolskiego rodu szlacheckiego Czarnkowskich herbu Nałęcz III. Wymieniona w roku 1337 jako własność Ludwika de Wedel i była miejscowością zniszczoną i opuszczoną. Później została ponownie zasiedlona. Do wsi przynależały ogółem 64 łany.
W 1532 miejscowość leżała w powiecie wałeckim. Maciej Tuczeński de Wedel odstąpił wówczas Janowi, Krzysztofowi i Stanisławowi dobra Tuczno, w tym m.in. wieś Brzeźniak. W 1556 kasztelan śremski Wojciech Sędziwój Czarnkowski syn Sędziwoja otrzymał od brata Stanisława Sędziwoja m.in. części wsi Brzeźniak. W 1558 tereny należące do wsi graniczyły z miastem Człopa. W latach (1559-1560) Brzeźniak odnotowany został jako wieś zniszczona i opustoszała. W 1578 wdowa po Wojciechu Sędziwoju Czarnkowskim wydała przywilej dla wsi Brzeźniak.
W 1619 miejscowość należała do parafii Człopa i leżała w powiecie poznańskim Korony Królestwa Polskiego w Rzeczypospolitej Obojga Narodów.
Od roku 1727 zmieniała często właścicieli (hr. Opalińska, ks. Sułkowski, baronowie Dolfus i Flotow, także inni).
W latach 1975–1998 miejscowość należała administracyjnie do województwa pilskiego.